# 光の六つのしるし
『光の六つのしるし』（The Seeker: The Dark Is Rising）は、2007年のアメリカ映画。
イギリス生まれの小説家、スーザン・クーパーの小説『闇の戦い』シリーズの一作目の映画化作品。
日本では2007年12月22日に公開、スターチャンネルでも放送されたほか、『ザ・シーカー 光の六つのしるし』の題でDVDが発売された。

## あらすじ
イングランド在住の少年ウィルは、14歳の誕生日に、知り合いたちが闇の力から世界を護る光のものであり、彼が世界の救世主になる存在であることを告げられた。光の力を得て救世主になるには、異なる時代に隠された6つのしるしを見つけ出さなくてはならない。ウィルはそのしるしを見つけるべく、過去へとタイムスリップしていった。

## キャスト
※括弧内は日本語吹替
- ウィル・スタントン：アレクサンダー・ルドウィグ（本田貴子）
- メリマン・ライオン：イアン・マクシェーン（佐々木勝彦）
- ミス・グレイソーン：フランセス・コンロイ（寺田路恵）
- ライダー：クリストファー・エクルストン（家中宏）
- マックス・スタントン：グレゴリー・スミス（渡辺英雄）
- マギー・バーネス：アメリア・ワーナー（小笠原亜里沙）
- ドーソン：ジェームズ・コスモ
- ジョージ爺さん：ジム・ピドック
- ジョン・スタントン：ジョン・ベンジャミン・ヒッキー（大川透）
- メアリー・スタントン：（勝生真沙子）
- スティーヴ・スタントン：（蓮池龍三）
- ジェイス・スタントン：（伊丸岡篤）
- ポール・スタントン：（加藤将之）
- ロビン・スタントン：（梶裕貴）
- グウェン・スタントン：（津村まこと）